# Kickapoo (fiume)
Il Kickapoo è un fiume degli Stati Uniti d'America che scorre interamente all'interno dello Stato del Wisconsin. Prende il nome dalla tribù dei nativi americani Kickapoo che occupavano quelle terre fino all'inizio del XIX secolo.
Il Kickapoo è il maggiore affluente del fiume Wisconsin. Ha una lunghezza di 210 km e un bacino idrografico di 2100 km2. Nasce nei pressi di Wilton e, al termine di un corso piuttosto tortuoso in direzione sud, sfocia nel Wisconsin vicino a Wauzeka dopo aver attraversato le contee di Monroe, Vernon, Richland e Crawford. In linea d'aria la foce dista circa 100 km dalla sorgente.
Verso la fine degli anni 1960, le frequenti piene indussero il governo statunitense alla costruzione di una diga nei pressi di La Farge. La diga avrebbe dovuto creare un bacino artificiale di 19 km di lunghezza e 7,2 km2 di superficie. A questo scopo furono espropriate 149 fattorie per una superficie complessiva di 35 km2 destinati in parte ad essere invasi dal bacino e in parte ad uso di infrastrutture turistiche. I lavori di costruzione ebbero inizio nel 1971 ma furono fermati quattro anni dopo, a seguito di numerosi ricorsi e anche di studi che evidenziarono come la diga avrebbe causato impatti ambientali ed economici negativi. Nel 1996 i terreni furono in parte assegnati allo Stato del Wisconsin, che li ha adibiti a riserva naturale, e in parte alla tribù dei nativi americani Ho-Chunk.